# Gledis Cinque
Gledis Cinque (née le 15 juin à Lecco) est une actrice italienne de cinéma et de théâtre.

## Biographie
Gledis Cinque fait ses débuts au cinéma en 2004 dans le film Vanity Fair de Mira Nair alors qu'elle passait un an en Angleterre. Elle étudie ensuite l'art dramatique à Milan. En 2009, Sette, le magazine de Corriere della Sera, l’a signalée comme l'une des jeunes actrices les plus prometteuses en Italie.

## Filmographie
- 2004 : Vanity Fair de Mira Nair : Celia Crawley plus âgée
- 2008 : Une histoire italienne (Sanguepazzo) de Marco Tullio Giordana : collégienne
- 2009 : Non smettere di sognare (it) de Roberto Burchielli (it) : Daniela (film TV)
- 2009 : Meno male che ci sei (it) de Luis Prieto (en) : Giada
- 2011 : Notte prima degli esami '82 (it) d'Elisabetta Marchetti : Cecilia (mini-série TV)
- 2012 : Com'è bello far l'amore de Fausto Brizzi : Martina
- 2013 : Entelechia de Simona Tarasco
- 2013 : Ritratto di un imprenditore di provincia de Hermes Cavagnini : Vittoria Gandolfi
- 2014 : Miriam de Monica Castiglioni : Miriam[4]
- 2014 : La regola del piombo de Giacomo Arrigoni : Lara[5],[6].
- 2014 : Sguinzagliate de Roberto Burchielli (it) : Ilaria (série web)
- 2014 : Ischidados du groupe Chunk Collective : Gaia (série web)[7]
- 2015 : River du Tim Fywell : Au pair[8]
- 2016 : Luci Spente du Edoardo Lomazzi : Laura Locke
- 2017 : Love Snack du Elia Castangia : Elena
- 2018 : Ischidados du Igor de Luigi et Eugenio Villani : Gaia (pilot)
- 2018 : 1994 de Giuseppe Gagliardi : Irene Pivetti[9]

## Théâtre
- 2004 : Le promesse agli sposi par Silvano Piccardi
- 2006 : Morte di una regina par Sara Mignolli
- 2007 : Arlecchino servitore di due padroni par E. Perina et D. Malavolta (comédie musicale)
- 2008 : Le piccole d'Ercole par Aldo Masella
- 2009 - 2013 : Coffee and cigarettes par Pier Vittorio Mannucci
- 2011 - 2012 : I dimenticati par Pier Vittorio Mannucci
- 2012 : Luci spente par Pier Vittorio Mannucci et Monia Manuello
- 2013 : Coffee and Cigarettes[10]
- 2014 : Ludovico e Beatrice al Palazzo Ducale[11]
- 2014 : Il Grande Cocomero par Pier Vittorio Mannucci[12],[13]
- 2016 : Grasses par Anthea Hamilton[14]
- 2019 : House Macbeth par Pier Vittorio Mannucci[15],[16]